# گوناداها
گوناداها (به لاتین: Gunadaha) یک منطقهٔ مسکونی در سری‌لانکا است که در استان مرکزی (سری‌لانکا) واقع شده‌است.